# Chatten
Die Chatten (Aussprache: Katten; lateinisch Chatti und Catti, altgriechisch οἱ Χάττοι, Χάτται) waren ein germanischer Volksstamm, der im Bereich der Täler von Eder, Fulda und des Oberlaufes der Lahn seinen Siedlungsschwerpunkt hatte, was zu großen Teilen dem heutigen Niederhessen und Oberhessen bzw. Nordhessen und z. T. Mittelhessen entspricht. Die Bezeichnung Hessen ist möglicherweise eine spätere Abwandlung des Stammesnamens der Chatten, dann wären sie auch Namensgeber des heutigen Hessen. Die Schreibung mit ‚Ch‘ gibt das germanische ‚h‘ wieder, das als [⁠x⁠] ausgesprochen wird.

## Herkunft

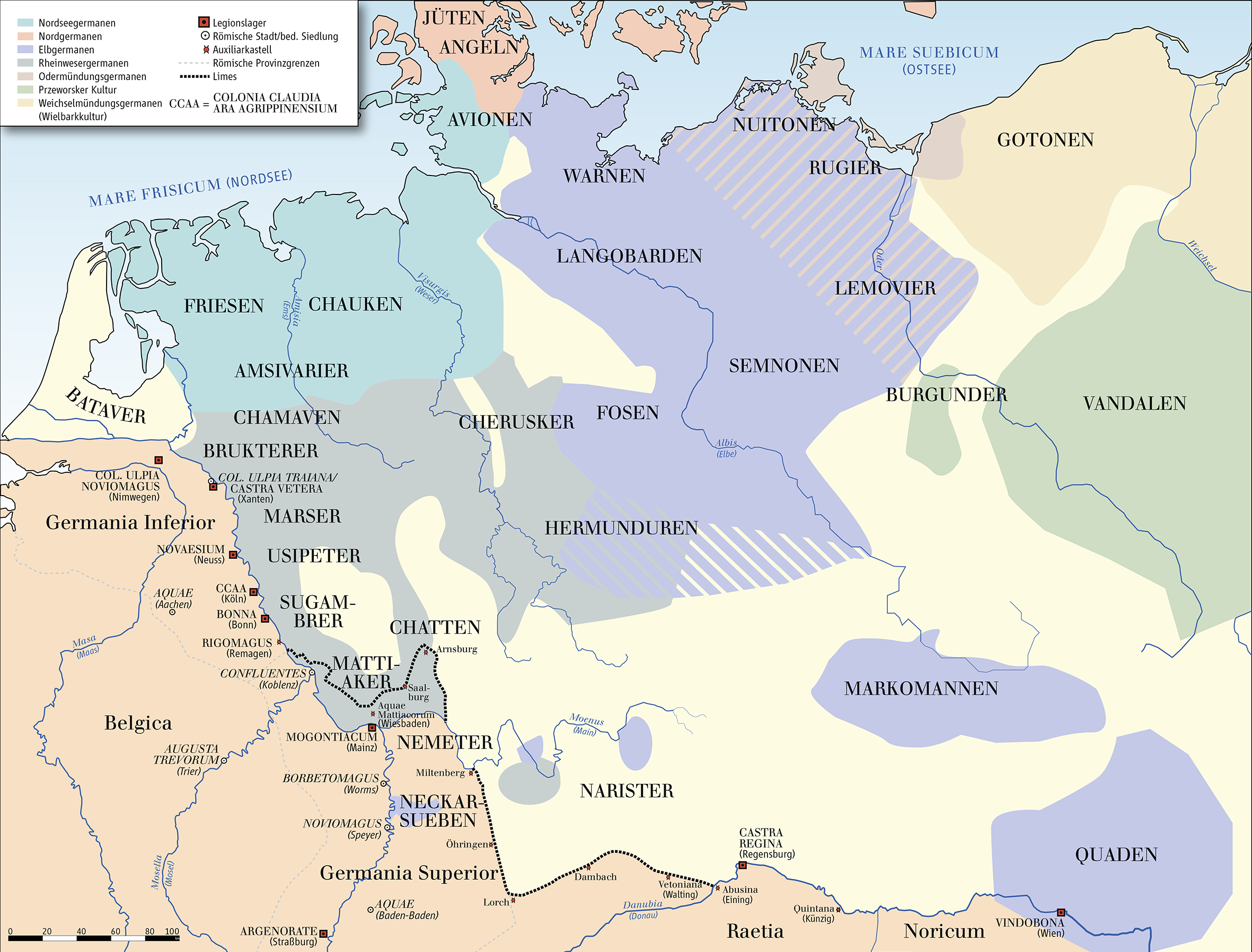
Karte der germanischen Stämme um 50 n. Chr. (ohne Skandinavien)

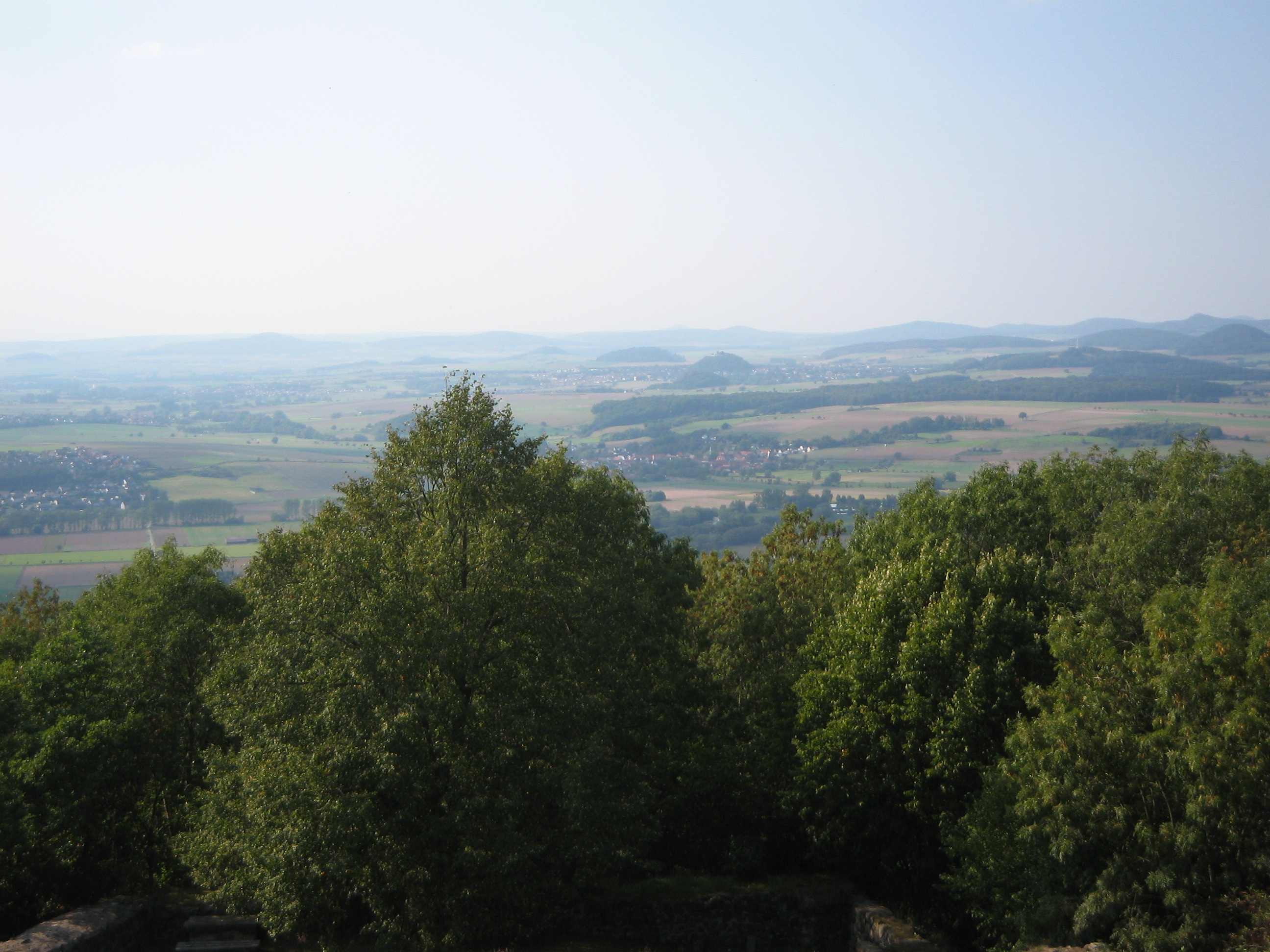
Blick vom Heiligenberg bei Gensungen über die typische Hügellandschaft des Chattengaus

Kerngebiet des chattischen Siedlungsraumes waren nach 15 n. Chr. die Ebene von Fritzlar-Wabern und das Kasseler Becken, eine Gegend, die heute den Namen Chattengau trägt, sowie die westhessische Senkenlandschaft bis ins Gießener Becken. Der Ursprung des Stammes liegt bis heute weitestgehend im Dunkeln, nach neuestem Forschungs- und Kenntnisstand wanderten die Chatten als unbedeutender Kleinstamm um 10 v. Chr. in das Gebiet an der oberen und mittleren Lahn ein, wo sie zu Nachbarn der Sueben wurden, die die niederhessische Senke dominierten. Mit der Errichtung des Markomannen-Reiches unter Marbod 3 v. Chr. in Böhmen ging der Abzug dieser elbgermanischen (suebischen) Bevölkerungsgruppen aus Nordhessen einher. Gleichzeitig wanderten neue, mit der rhein-weser-germanischen Kultur verbundene Gruppen, höchstwahrscheinlich die Chatten, ins nördliche Hessen ein und füllten das dort entstandene Machtvakuum. Im Vergleich zur eingesessenen Bevölkerung dürfte sich die Anzahl der Neusiedler auf einige wenige hundert waffentragende Männer sowie deren Familien beschränkt haben. Dieser als „chattischer Traditionskern“ in der Wissenschaft angesehene Sippenverband hat vermutlich für die Ethnogenese des gesamten Stammes eine wichtige Rolle gespielt, da unter seine Oberhoheit auch die spätlatènezeitliche Vorbevölkerung sowie die verbliebenen Sueben Nordhessens gerieten.

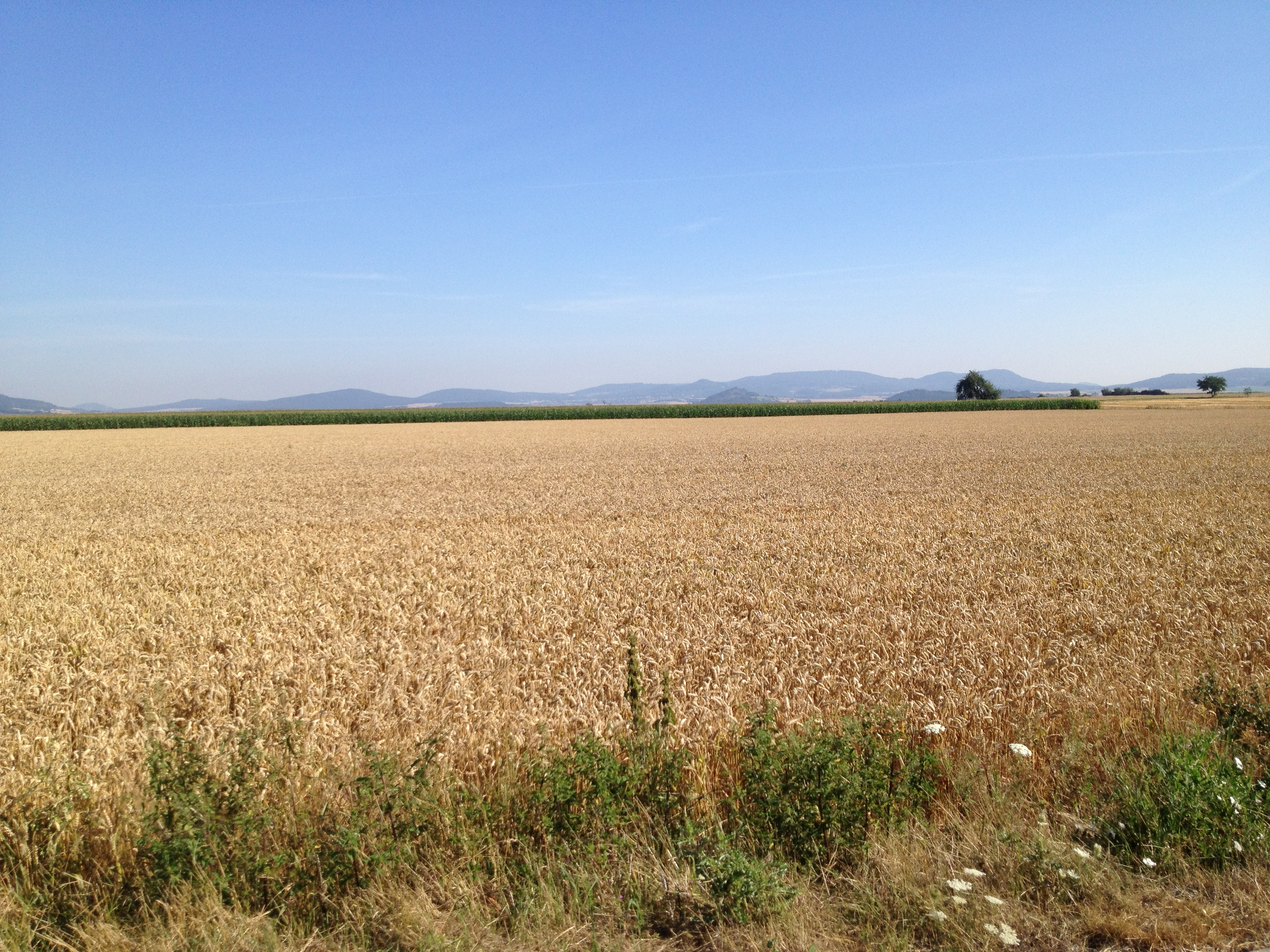
Die Fritzlarer Börde, Kernsiedlungsgebiet der Chatten

Funde lassen darauf schließen, dass im späten 2. Jahrhundert n. Chr., zur Zeit der Markomannenkriege, ein erneuter Zuzug elbgermanischer Bevölkerungsgruppen einsetzte, der in seiner Größenordnung jedoch noch schwer abzuschätzen ist. Ob die Stammesbildung friedlicher Natur war oder kriegerisch erfolgte, ist weiterhin umstritten, allerdings weisen Brandspuren bei zahlreichen Funden aus dem postulierten Siedlungsgebiet auf Zerstörungen hin, die aber nicht flächendeckend gewesen sein dürften. Dabei wurde die einheimische Bevölkerung aber nicht restlos vertrieben, sondern siedelte dezimiert weiterhin an ihren alten Wohnplätzen, worauf die kontinuierliche Besiedlung des Fundortes Geismar von der frühen Kaiserzeit bis ins frühe Mittelalter hinweist.

### Zeitlicher Abriss

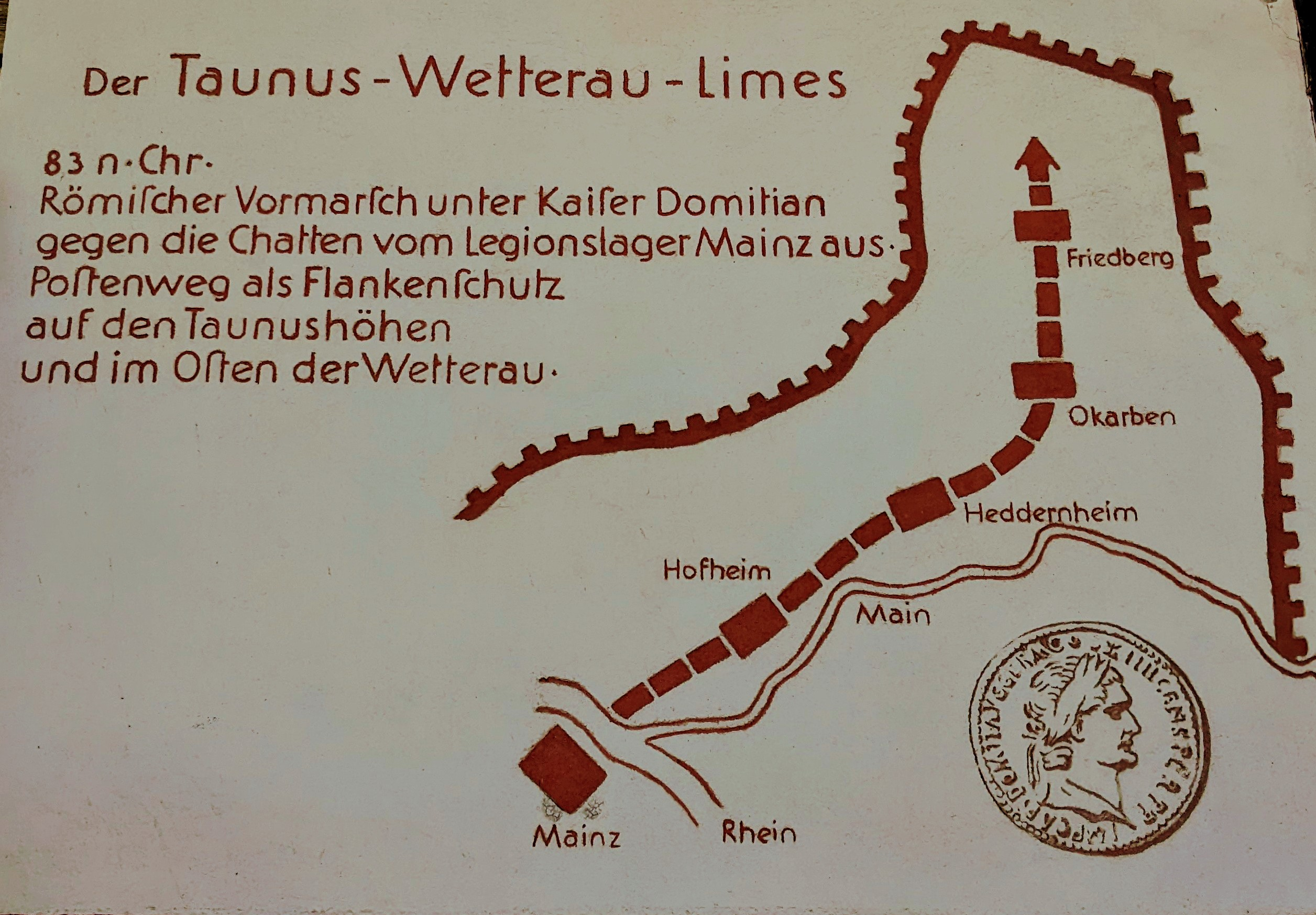
Wandbild zur Entstehung des Taunus-Wetterau-Limes in den Chattenkriegen, Saalburgmuseum

Als die Ubier, die an der unteren Lahn und im Westerwald lebten, 39 v. Chr. vom römischen Feldherrn Marcus Vipsanius Agrippa auf linksrheinisches Gebiet umgesiedelt wurden, nahmen die Chatten mit Zustimmung der Römer zeitweise deren Land in Besitz. Ihr Siedlungsgebiet kann zu diesem Zeitpunkt noch nicht in Nordhessen gelegen haben, da die Fläche vom Mittelrhein bis zur Fulda für den hier noch zahlenmäßig und politisch unbedeutenden Stamm schlichtweg zu groß gewesen wäre. Unklar ist zudem, welche Rolle die Chatten bei der Zerstörung des möglicherweise ubischen Oppidums am Dünsberg (ca. 11/10 v. Chr.) im Rahmen der Drusus-Feldzüge (12 bis 8 v. Chr.) spielten. Im Jahr 11 v. Chr. gerieten sie in Konflikt mit den Sugambrern, weil sie sich weigerten, ein gemeinsames Bündnis gegen Rom zu schließen. Ursache für die ablehnende Haltung der Chatten war vermutlich ein Vertrag mit den Römern, der sie zum Schutz der Rheingrenze gegen suebische Gruppen verpflichtete und ihnen im Gegenzug die Inbesitznahme des rechtsrheinischen Ubierlandes gestattete. Nach der Erkenntnis, dass die Römer Pläne zur Eroberung des unbesetzten Germanien hegten, zogen sie sich schon 10 v. Chr. aus dem Gebiet der umgesiedelten Ubier zurück und wanderten zu den Sugambrern aus. Nachdem Tiberius als Oberbefehlshaber am Rhein 4 n. Chr. die Sugambrer auf linksrheinisches Gebiet deportiert hatte, veränderte sich auch das Siedlungsbild rechts des Rheins. In den nun entvölkerten Landschaften, etwa im unteren Lahntal, setzten sich nun Tenkterer und Usipeter fest, die dadurch unmittelbar zu Nachbarn der Chatten wurden.
Im Jahre 9 n. Chr. nahmen die Chatten wohl an der Rebellion des Arminius gegen Publius Quinctilius Varus teil und schlossen sich in den folgenden Jahren der anti-römischen Koalition unter Führung der Cherusker an. Dafür spricht, dass im Jahre 15 n. Chr. Mattium (nicht lokalisiert – die Altenburg in Niedenstein bei Kassel scheidet als Standort aus, da sie bereits früher von Sueben zerstört wurde), einer der Hauptorte der Chatten, im Zuge der Germanicus-Feldzüge restlos zerstört wurde. Etwas später soll ein chattischer Adliger mit Namen Adgandestrius allerdings dem römischen Senat die Ermordung des Arminius durch Gift angeboten haben, die Tiberius jedoch ablehnte. Tacitus erwähnt, dass es um ca. 58 n. Chr. zu Kämpfen mit ihren östlichen Nachbarn, den Hermunduren, um einen salzführenden Grenzfluss (vermutlich die Werra) kam, die in einer Niederlage für die Chatten endeten. Die Anwesenheit des Germanicus an der Eder, wo Tacitus Mattium lokalisiert, sowie der spätere Konflikt mit den Hermunduren lassen darauf schließen, dass die Chatten spätestens ab 15 n. Chr. nach Nordhessen einwanderten.
69 n. Chr. beteiligten sich die Chatten am Bataveraufstand unter der Führung des Iulius Civilis. Gemeinhin werden die Bataver, die im Gebiet der späteren Niederlande ansässig waren, als ein nach inneren Konflikten abgespaltener und in der zweiten Hälfte des 1. Jahrhunderts v. Chr. ausgewanderter, früherer Teil der Chatten angesprochen. Möglicherweise handelte es sich dabei um einen Großteil des chattischen Reiteradels, denn römische Autoren heben die besondere Rolle der Kavallerie bei den Batavern hervor, während den Chatten von Tacitus insbesondere die Kriegsführung zu Fuß zugeschrieben wird.
83 und 85 n. Chr. kämpften römische Truppen des Domitian in den sogenannten Chattenkriegen gegen Chatten, die im Vorland von Mogontiacum im Taunus und im Gießener Becken lebten. Dabei gelang den Römern die Unterwerfung des Gebietes der Wetterau, was ein Bestandteil der Germanienpolitik Domitians (Neuordnung der Grenze) war. In der Folge entstanden die Grenzbefestigungen des Taunus- und Wetteraulimes. Die Auseinandersetzungen im Zusammenhang mit dem Putsch des Saturninus 89 n. Chr. gegen Domitian werden gelegentlich als Zweiter Chattenkrieg Domitians bezeichnet. Einige Jahre später scheinen sich die Chatten in die inneren Angelegenheiten der benachbarten Cherusker eingemischt zu haben und vertrieben um das Jahr 88 n. Chr. deren Fürsten Chariomerus. Tacitus berichtet zudem darüber, dass die Cherusker von den Chatten unterworfen worden seien, allerdings werden die Cherusker von einigen anderen Geschichtsschreibern in späterer Zeit mehrmals erwähnt. Über einen Zeitraum von fast einem Jahrhundert wird dann auch von den Chatten nichts mehr berichtet, denn erst 162 n. Chr. werden sie im Zusammenhang mit Einfällen in Obergermanien und Rätien erwähnt, 170 n. Chr. plünderten sie die römische Provinz Belgica. Um 213 n. Chr. begingen zahlreiche chattische Frauen Suizid, um nicht in die römische Sklaverei verschleppt zu werden – ein Ereignis, das Parallelen zum Massenselbstmord bei der Eroberung der keltischen Stadt Numantia oder der jüdischen Festung Masada aufweist.

### Die Chatten im Spiegel römischer Autoren
Der römische Geschichtsschreiber Tacitus berichtet in seiner Germania, dass die Chatten mehr als andere germanische Stämme Bergbewohner seien und aus diesem Grund über festere Körper, sehnigere Glieder und einen regsameren Geist verfügen. In ihrer Disziplin und ihrem Organisationsgeschick vergleicht Tacitus die Chatten mit den Römern. Wie die römischen Legionäre führten sie Marschgepäck mit sich, gehorchten Befehlen ihrer Heerführer, ständen in fester Schlachtordnung und verschanzten sich über Nacht. Des Weiteren nennt Tacitus einen Initiationsritus der Chatten: Diese würden, sobald sie erwachsen seien, ihr Haupt- und Barthaar wachsen lassen und einer Gottheit weihen. Über dem getöteten Feind und den Beutewaffen schneiden sie sich die Haartracht ab und verkünden, dass sie nun ihres Stammes und ihrer Eltern würdig seien und ihre Geburt bezahlt hätten.
Manche Chatten unterstrichen ihre Tapferkeit im Kampf mit dem Tragen eines eisernen Ringes und behielten auch die wildwachsende Haartracht ihr gesamtes Leben lang bei. Zudem heirateten sie nicht und ließen sich von anderen Stammesangehörigen versorgen.
Martial erwähnt, dass Chatten und Bataver einen rötlichen Schaum, die sog. spuma chattica, herstellten, der „teutonischem Haar Feuerfarbe“ gebe. Dieser Schaum stellte im Handel mit den Römern ein nachgefragtes Tauschmittel dar.

### Eingliederung in den fränkischen Stammesverband
Mit der Völkerwanderungszeit und der Herausbildung von Großstämmen auf germanischem Boden ging eine Siedlungsverdünnung in Hessen einher, die Chatten waren in diesem Zeitraum wohl dem Druck ihrer Nachbarn, den Franken im Westen, den Sachsen im Norden, den Thüringern im Osten und den Alamannen im Süden ausgesetzt. Möglicherweise nahmen aktivere Teile der Chatten auch an der Entstehung jener germanischen Großstämme teil, worauf ein Bevölkerungsrückgang in chattischem Gebiet zurückzuführen sein könnte. Ein deutlicher Rückgang der Besiedelung ist aber auch für das 4. und 5. Jahrhundert und die Völkerwanderungszeit nicht feststellbar. Es kam auch zu Auseinandersetzungen mit Rom. So schildert der spätantike Geschichtsschreiber Sulpicius Alexander (nur erhalten als Auszug in den Historien des Gregor von Tours) einen Feldzug des römischen magister militum Arbogast gegen die Franken am Rhein Ende des 4. Jahrhunderts und berichtet in diesem Zusammenhang auch von den Chatten und anderen Stämmen.
Am Beginn des 6. Jahrhunderts gerieten die Chatten wohl unter die Oberhoheit der ausgreifenden Franken und wurden in das fränkische Königreich eingegliedert. Das Gebiet der Chatten diente den Franken anschließend als Ausgangsbasis für Feldzüge gegen die nördlich siedelnden Sachsen, die immer wieder in chattisches und fränkisches Gebiet eindrangen. Die Behauptung einer gewissen Teilautonomie der Chatten gegenüber den Franken führte dazu, dass sich ihr Stammesname in abgewandelter Form bis heute halten konnte. Aus der Eingliederung in das fränkische Stammeskönigtum resultierte allerdings auch, dass aus dem Siedlungsgebiet der Chatten im Frühmittelalter kein eigenes Stammesherzogtum hervorging.

### Missionierung der Chatten

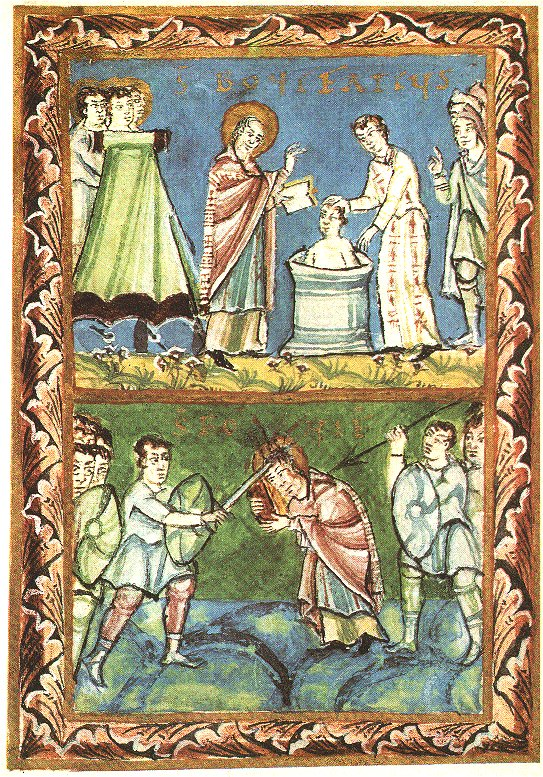
Taufe heidnischer Germanen (oben) Martyrium des Bonifatius in Friesland (unten)

Unter Oberherrschaft der bereits ab 498 zum Christentum übergetretenen Franken kamen von Westen her in das Stammesgebiet der Chatten schon früh irische Missionare, die mit der Christianisierung begannen und erste Stützpunkte aufbauten. Die von starkem Sendungsbewusstsein geprägten Missionare aus Irland und Schottland missionierten mit mehr oder weniger großem Erfolg die Bewohner des chattischen Stammesgebietes und versuchten, sie zum Übertritt zum christlichen Glauben zu bewegen. Auch Bevölkerungsteile im benachbarten Thüringen waren von den Mönchen missioniert worden, wie aus Sendschreiben des Papstes an den späteren, vom Papst eingesetzten Missionar und Kirchenreformer Bonifatius hervorgeht.
Es wirkte also bereits eine, in Konkurrenz zur Römischen Kirche stehende, iro-schottische Kirchenorganisation im hessischen und thüringischen Raum, als Bonifatius hier auftrat. Nachgewiesene Spuren und Zentren dieser vorbonifatischen Mission ab der ersten Hälfte des 7. Jahrhunderts in Hessen finden sich in Büraburg, Hersfeld, Kesterburg, Amöneburg, Wetter, Schotten, dem Gießener Becken, und der Wetterau.
Die älteste Schicht der Kirchen (Eigenkirchen) ließen meist Laien bauen, insbesondere der örtliche Adel, sowie die Grafen und Herzöge des Frankenreiches bis hin zum König selbst. Der iro-schottische Abt Beatus schenkte z. B. im Jahre 778 acht Eigenkirchen an sein St.-Michaelis-Münster bei Straßburg. Diese Kirchen standen in Mainz, in der Wüstung Hausen bei Lich, in Wieseck bei Gießen, in Sternbach, in Bauernheim bei Friedberg, in Rodheim bei Hungen, in Horloff zwischen Hungen und Nidda, und in Buchonia (vermutlich Schotten).
Nachdem Bonifatius die Donareiche, ein germanisches Naturheiligtum, bei Geismar, nahe Fritzlar, im Jahre 723 gefällt hatte, konnte er mit starker Unterstützung der fränkischen Herrscher durch deren eingesetzte Gaugrafen und nach erneuter Missionstätigkeit die Bevölkerung Althessens scheinbar endgültig für das Christentum gewinnen. Die fränkischen Königsburgen und -höfe dienten ihm dabei als Stützpunkte.
Die „Bekehrten“ fürchteten die Rache der Ahnen
Man huldigte dem neuen Glauben anfangs meist weniger aus Überzeugung, sondern weil die Macht des Königs dahinterstand und weil man sich davon Vorteile erhoffte und auch erhielt. Die Bischöfe von Mainz und Würzburg führten wiederholt Klage, dass ihre Schäflein „… immer noch und immer wieder heimlich an ‚heiligen‘ Bäumen, Felsen und Quellen opferten.“ Die „Bekehrten“ fürchteten offenbar die Rache der Ahnen, so ganz wollte man es sich mit ihnen nicht verderben.
Den bereits vor seiner Mission zum Christentum bekehrten Chatten, Thüringern und Franken bescheinigte Bonifatius wiederholt, dass „…sie auf Irrwege geraten und nicht rechten Christentums seien“. Das kommt auch darin zum Ausdruck, dass er den bis dahin üblichen irisch-fränkischen Grundrisstyp der Kirchen ablöste, der aus einem rechteckigen Schiff mit einem eingezogenen rechteckigen Chor bestand. Bonifatius führte bei neuen Kirchen die Bauform der römischen Basilika mit Querschiff und Apsis ein.
Bonifatius war mehr Kirchenorganisator als Missionar
Bonifatius machte sich die bereits bestehende kirchliche Organisationsstruktur zunutze, verdrängte dabei nach und nach die iro-schottischen Mönche und strukturierte in päpstlichem Auftrag die Kirche nach Vorbild der römischen Kirche um (u. a. entstand dabei das Bistum Mainz). Der Charakter seiner Missionstätigkeit war daher mehr ein organisatorischer als ein theologischer. Zentren der Aktivitäten des Bonifatius und seiner Nachfolger waren Fritzlar und die Büraburg im nördlichen Althessen, die Amöneburg und der Christenberg im südwestlichen Teil Althessens, sowie Fulda und Hersfeld im Osten.

### Wandlung des Stammesnamens

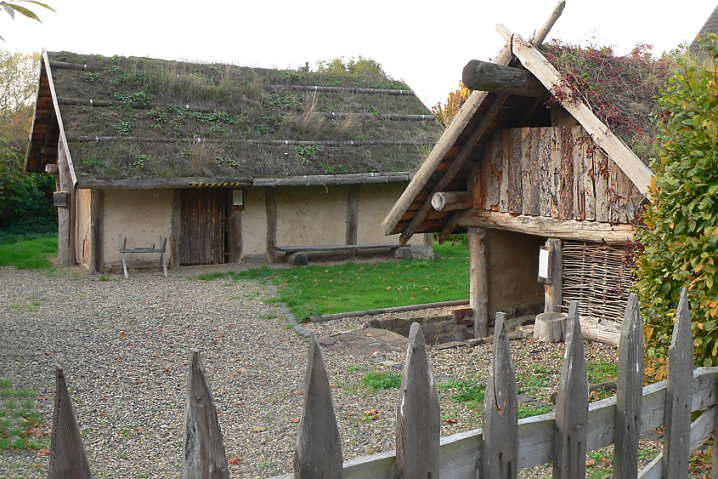
Nachbau chattischer Wohnhäuser in Fritzlar-Geismar

Im Jahre 738 n. Chr. tritt der neue Name Hessen zum ersten Mal in der Geschichte auf: In einem Sendschreiben Papst Gregors III. an Bonifatius wurde von mehreren Kleinstämmen auf dem Gebiet der Chatten berichtet. Erwähnt wurde neben den Lognai im mittleren und oberen Lahntal, den Wedrecii (möglicherweise im Wetschafttal) und den Nistresi (auf der Korbacher Hochfläche) auch das Volk der Hessen (populus hessiorum), das an der unteren Fulda siedelte. Der Name Hessen wurde fortan als Sammelname auf alle chattischen bzw. klientel-chattischen Gruppen in Nieder- und Oberhessen übertragen.
Die linguistische Herleitung der Namenswandlung von Chatten zu Hessen verlief in mehreren Zwischenschritten: Chatti (ca. 100 n. Chr.) → Hatti → Hazzi → Hassi (um 700 n. Chr.) → Hessi (738 n. Chr.) → Hessen. (Siehe hierzu auch die zweite Lautverschiebung in der deutschen Sprache.)
Die etymologische Herleitung des Namens der Hessen blieb – wegen der langen Überlieferungslücke zwischen der letzten Erwähnung der Chatten 213 und der ersten Erwähnung der Hessen 738 – nie unumstritten. Der Wandel der Stammesbezeichnung wird heute in den Kontext der Ausdehnung des fränkischen Machtbereichs auf ehemals chattisches Gebiet gestellt. Zudem stellte man Versuche an, durch archäologische Befunde eine Kontinuität zwischen Chatten und Hessen zu begründen, die in der Forschung als überzeugend betrachtet werden. Entscheidend waren dabei die Ausgrabungen in den Wüstungen Geismar und Holzheim bei Fritzlar in den 1970er Jahren. Beide Orte waren wahrscheinlich von der römischen Eisenzeit bis ins Hochmittelalter durchgehend besiedelt.

## Schriftlich erwähnte Chatten
- Aktumerus (möglicherweise auch Catumerus): chattischer Adliger, Schwiegervater des Flavus und Großvater des Italicus (erste Hälfte des 1. Jahrhunderts n. Chr.)
- Arpus: chattischer Adliger, dessen Frau und Tochter bei einem römischen Feldzug vom Legaten Silius verschleppt wurden (erste Hälfte des 1. Jahrhunderts n. Chr.)[27]
- Gandestrius (bzw. Adgandestrius): chattischer Adliger, der sich bei Tiberius anbietet Arminius mit Gift zu ermorden (erste Hälfte des 1. Jahrhunderts n. Chr.)[28]
- Libes: chattischer Priester, der in römische Gefangenschaft geriet (erste Hälfte des 1. Jahrhunderts n. Chr.)[29]
- Rhamis: Tochter des Ukromerus, Gemahlin des Cheruskers Sesithakus (erste Hälfte des 1. Jahrhunderts n. Chr.)[30]
- Ukromerus: chattischer Adliger, Vater der Rhamis, Schwiegervater des Cheruskers Sesithakus (erste Hälfte des 1. Jahrhunderts n. Chr.)[30]
- Priscus: Sohn des Flanallus, chattischer Kavallerist in einer römischen Einheit, dessen Grabstein in Oberpannonien gefunden wurde (Datierung unsicher)[31]

## Unterstämme und/oder Abspaltungen
- Bataver
- Cananefaten
- Chattuarier
- Landoudioer
- Marser
- Mattiaker
- Nertereanoer
- Nictrenses

## Belege
1. ↑  „Der Name der Hessen wurde im 5./8. Jahrhundert durch ein diminuierendes -s-Suffix aus dem der Chatten entwickelt (Adolf Bach: Chatti - Hassi, in: Hessisches Jahrbuch für Landesgeschichte 1954, S. 1/20).“ Zitat aus: Adolf Bach: Geschichte der deutschen Sprache. VMA-Verlag, Wiesbaden ohne Jahr, S. 117 (Abkürzungen aufgelöst). In: C.J. Wells: Deutsch: eine Sprachgeschichte bis 1945. Niemeyer, Tübingen 1990, S. 50 steht dagegen: "Hessen (< Chatti?)". Er stellt die Etymologie also in Frage.
2. ↑  Dorothea Rohde, Helmuth Schneider (Hrsg.): Hessen in der Antike - Die Chatten vom Zeitalter der Römer bis zur Alltagskultur der Gegenwart. Kassel, 2006. S. 41 f.
3. ↑  Albrecht Jockenhövel: Die Eisenzeit. In: Albrecht Jockenhövel und Fritz-Rudolf Hermann (Hrsg.): Die Vorgeschichte Hessens. K. Theiss, Stuttgart 1990. S. 284.
4. ↑  Dorothea Rohde, Helmuth Schneider (Hrsg.): Hessen in der Antike - Die Chatten vom Zeitalter der Römer bis zur Alltagskultur der Gegenwart. Kassel, 2006. S. 37 ff.
5. ↑  Armin Becker: Rom und die Chatten. Darmstadt und Marburg 1992, S. 60.
6. ↑  Armin Becker: Rom und die Chatten. Darmstadt und Marburg 1992, S. 77 f.
7. ↑  Armin Becker: Rom und die Chatten. Darmstadt und Marburg 1992, S. 98.
8. ↑  Armin Becker: Rom und die Chatten. Darmstadt und Marburg 1992, S. 97.
9. ↑  Reallexikon der Germanischen Altertumskunde. Band 4. De Gruyter, Berlin 1981, S. 380 f.
10. ↑  Tacitus, Annales 13,57,1 f.
11. ↑  Reallexikon der Germanischen Altertumskunde. Band 4. De Gruyter, Berlin 1981, S. 383.
12. ↑  Reinhard Wolters: Die Römer in Germanien. München 2000, S. 66 ff.
13. ↑  Thomas Fischer: Die Römer in Deutschland. Wissenschaftliche Buchgesellschaft, Darmstadt 1999.
14. ↑  Cassius Dio, epitome 67,5.
15. ↑  Zahlreiche Beispiele bei Max Ihm, s. v. Cheruski, in: RE III,2, 1899, Sp. 2272.
16. ↑  Hell on earth: the siege of Numantia. In: History of yesterday. 25. September 2020, abgerufen am 16. November 2021 (englisch).
17. ↑  Flavius Josephus, Jüdischer Krieg 7,389. Deutsche Übersetzung: Flavius Josephus: De bello Judaico. Der jüdische Krieg, hrsg. von Otto Michel und Otto Bauernfeind. Band 2/2. Kösel, München 1969, S. 145.
18. ↑  Tacitus, Germania 30 f.
19. ↑  Martial, Epigrammata 14,26.
20. ↑  Armin Becker: Rom und die Chatten. Darmstadt und Marburg 1992, S. 69.
21. ↑  Reallexikon der Germanischen Altertumskunde. Band 14. De Gruyter, Berlin 1999, S. 499 ff.
22. ↑  Armin Becker: Rom und die Chatten. Darmstadt und Marburg 1992, S. 79 f.
23. ↑  Michael Gockel, Matthias Werner: Die Urkunde des Beatus von Honau von 778. In: Waldemar Küther: Die Wüstung Hausen. Gießen 1971, S. 137–167, S. 155 Anm. 88.
24. ↑  Reallexikon der germanischen Altertumskunde. Band 14. De Gruyter, 1999. S. 503 ff.
25. ↑  Reallexikon der germanischen Altertumskunde. Band 14. De Gruyter, 1999. S. 502 ff.
26. ↑  Dorothea Rohde, Helmuth Schneider (Hrsg.): Hessen in der Antike - Die Chatten vom Zeitalter der Römer bis zur Alltagskultur der Gegenwart. Kassel, 2006. S. 50 ff.
27. ↑  Tacitus, Annales 7,2.
28. ↑  Tacitus, Annales 2,88.
29. ↑  Strabon, Geographie 7, 1, 292.
30. 1 2  Strabon, Geographie 7, 1–4.
31. ↑  Reallexikon der Germanischen Altertumskunde. Band 4. De Gruyter, Berlin 1981, S. 384